# 1488 Aura
1488 Aura је астероид главног астероидног појаса са средњом удаљеношћу од Сунца која износи 3,034 астрономских јединица (АЈ).
Апсолутна магнитуда астероида је 10,8 а геометријски албедо 0,119.